# We Go Up (canción de Nicki Minaj)
«We Go Up» es una canción de la rapera trinitense-estadounidense Nicki Minaj y el rapero estadounidense Fivio Foreign, estrenada como sencillo en formato digital y streaming a través de Republic Records el 25 de marzo de 2022. La canción fue escrita por Minaj, Foreign, Joshua Goods, Anthony Woart Jr, Konrad Zasada y Szymon Świątczak. Fue producida por Papi Yerr, Swizzy y Szamz.

## Antecedentes
"We Go Up" marca la primera colaboración entre Minaj y Fivio.

## Créditos y personal
- Nicki Minaj – voz principal, compositora
- Fivio Foreign – artista invitado, compositor
- Papi Yerr – producción, composición, programación
- Swizzy – producción, composición, programación
- Szamz – producción, composición, programación
- Joshua Goods – composición
- Aubrey "Big Juice" Delaine – mezcla, grabación, mixing, recording, mezcla inmersiva, ingeniería vocal
- Chris Athens – masterización
- Lou Carrao – grabación